# Abadía de Berne
La Abadía de Berne (en neerlandés: Abdij van Berne) es un monasterio de los Premonstratenses o Norbertines, en Heeswijk, Brabante del Norte, se trata de la comunidad religiosa más antigua existente en los Países Bajos. Para el año 2007 contaba con 27 hermanos y sacerdotes, número que se encuentra por debajo de los 33 que había en el 2005.
La comunidad publica una revista bimensual llamada Berna. Desde marzo de 2007, la Ward Cortvriendt ha sido el abad número 70. En 2009 la abadía celebró su 875 aniversario. 
Además de los miembros profesos de la Abadía se encuentran los participantes del grupo Ruach, la comunidad de Berne y el Bernecircle, que se sienten íntimamente conectados con la comunidad.